# Ordre de bataille lors de la bataille de Chancellorsville
Ce qui suit est l'ordre de bataille des forces militaires en présence lors de la bataille de Chancellorsville, qui eut lieu du 27 avril au 6 mai lors de la guerre civile américaine, appelée également guerre de Sécession.

## Grades
- Général = général d'armée,
- Lieutenant général = général de corps d'armée,
- Major général = général de division,
- Brigadier général = général de brigade

### Autre
- (b) = blessé
- mb = mortellement blessé
- † = tué

## Forces de l'Union
Armée du Potomac forte de 97 382 hommes, commandée par le major général Joseph Hooker assisté du Provost Marshal brigadier général Marsena Rudolph Patrick
- 1er corps : major général John Fulton Reynolds.
  - 1e division : brigadier général James Samuel Wadsworth.
    - 1e brigade : colonel Walter Phelps Jr..
    - 2e brigade : brigadier général Lysander Cutler.
    - 3e brigade : brigadier général Gabriel René Paul.
    - 4e brigade : brigadier général Solomon Meredith.

  - 2e division : brigadier général John Cleveland Robinson.
    - 1e brigade : colonel Adrian Rowe Root.
    - 2e brigade : brigadier général Henry Baxter.
    - 3e brigade : colonel Samuel Haven Leonard.

  - 3e division : major général Abner Doubleday.
    - 1e brigade : brigadier général Thomas Algev Rowley.
    - 2e brigade : colonel Roy Stone.
- 2e corps : major général Darius Nash Couch.
  - 1e division : brigadier général Winfield Scott Hancock.
    - 1e brigade : brigadier général John Curtis Caldwell, puis colonel George W. von Schack.
    - 2e brigade : brigadier général Thomas Francis Meagher.
    - 3e brigade : colonel Samuel Kosciuszko Zook.
    - 4e brigade : colonel John Rutter Brooke.

  - 2e division : brigadier général John Gibbon.
    - 1e brigade : brigadier général Alfred Sully, puis colonel H. W. Hudson, puis colonel Byron Laflin.
    - 2e brigade : brigadier général Joshua Thomas Owen.
    - 3e brigade : colonel N. J. Hall.

  - 3e division : major général William Henry French.
    - 1e brigade : colonel Samuel Sprigg Carroll.
    - 2e brigade : brigadier général William Hays (capturé), puis colonel Charles James Powers.
    - 3e brigade : colonel John Dunn Mac Gregor, colonel Charles Albricht.
- 3e corps : major général Daniel Edgar Sickles.
  - 1e division : brigadier général David Bell Birney.
    - 1e brigade : brigadier général Charles Kinnaird Graham, colonel Thomas Wilberforce Egan.
    - 2e brigade : brigadier général John Henry Hobart Ward.
    - 3e brigade : colonel Samuel Brinkle Hayman.

  - 2e division : brigadier général Hiram Gregory Berry (†), puis brigadier général Joseph Bradford Carr.
    - 1e brigade : brigadier général Joseph Bradford Carr, puis colonel William Blaidsdell.
    - 2e brigade : brigadier général Joseph Warren Revere, colonel John Egbert Farnum.
    - 3e brigade : brigadier général Gershom Mott, puis colonel William Joyce Sewell.

  - 3e division : major général Amiel Weeks Whipple (†), puis brigadier général Lawrence Pike Graham.
    - 1e brigade : colonel E. Franklin.
    - 2e brigade : colonel Samuel Millard Bowman.
    - 3e brigade : colonel Hiram Berdan.
- 5e corps : major général George Gordon Meade.
  - 1e division : brigadier général Charles Griffin.
    - 1e brigade : brigadier général James Barnes.
    - 2e brigade : colonel James Mac Quade, colonel Jacob Bowman Sweitzer.
    - 3e brigade : colonel T. B. W. Stockton.

  - 2e division : major général George Sykes.
    - 1e brigade : brigadier général Romeyn Beck Ayres.
    - 2e brigade : colonel Sidney Burbank.
    - 3e brigade : colonel P. H. O'Rorke.

  - 3e division : brigadier général Andrew Atkinson Humphreys.
    - 1e brigade : brigadier général Erastus Bernard Tyler.
    - 2e brigade : colonel P. H. Allabach.
- 6e corps : major général John Sedgwick.
  - 1e division : brigadier général William Thomas Harbaugh Brooks.
    - 1e brigade : colonel H. W. Brown, puis colonel William Henry Penrose, puis colonel S. L. Buck, puis colonel William Henry Penrose.
    - 2e brigade : colonel H. L. Cake.
    - 3e brigade : brigadier général David Allen Russell.

  - 2e division : brigadier général Albion Paris Howe.
    - 2e brigade : colonel Lewis Addison Grant, lieutenant colonel E. Martindale.
    - 3e brigade : brigadier général Thomas Hewson Neill.

  - 3e division : major général John Newton.
    - 1e brigade : colonel Alexander Shaler.
    - 2e brigade : colonel William Henry Browne, puis colonel Henry Lawrence Eustis.
    - 3e brigade : brigadier général Frank Wheaton.

  - Division légère : colonel Hiram Burnham.
- 11e corps : major général Oliver Otis Howard.
  - 1e division : brigadier général Charles Devens, puis brigadier général Nathaniel Collins Mac Lean.
    - 1e brigade : colonel L. von Gilsa.
    - 2e brigade : brigadier général Nathaniel Collins Mac Lean, puis colonel John Calvin Lee.

  - 2e division : brigadier général Adolph Wilhem von Steinwehr.
    - 1e brigade : colonel A. Buschbeck.
    - 2e brigade : brigadier général Francis C. Barlow.

  - 3e division : major général Carl Schurz.
    - 1e brigade : brigadier général Alexander Schimmelfennig.
    - 2e brigade : colonel Wladimir Kryzanowski.
- 12e corps : major général Henry Warner Slocum.
  - 1e division : brigadier général Alpheus Starkey Williams.
    - 1e brigade : brigadier général Joseph Farmer Knipe.
    - 2e brigade : colonel Samuel Ross.
    - 3e brigade : brigadier général Thomas Howard Ruger.

  - 2e division : brigadier général John White Geary.
    - 1e brigade : colonel Charles Candy.
    - 2e brigade : brigadier général Thomas Leiper Kane.
    - 3e brigade : brigadier général George Sears Greene.
- Corps de cavalerie : brigadier général George Stoneman.
  - 1e division de cavalerie : brigadier général Alfred Pleasonton.
    - 1e brigade de cavalerie : colonel B. F. Davis.
    - 2e brigade de cavalerie : colonel Thomas Casimer Devin.

  - 2e division de cavalerie : brigadier général William Woods Averell.
    - 1e brigade de cavalerie : colonel Horace Binney Sargent.
    - 2e brigade de cavalerie : colonel John Baillie Mac Intosh.

  - 3e division de cavalerie : brigadier général David McMurtrie Gregg.
    - 1e brigade de cavalerie : colonel J. Kilpatrick.
    - 2e brigade de cavalerie : colonel P. Wyndham.
    - Brigade de cavalerie de réserve : brigadier général John Buford Jr..
- Brigade du brigadier général Marsena Rudolph Patrick : colonel William Findlay Rogers.
- Brigade du Génie : brigadier général Henry Washington Benham.
- Artillerie : brigadier général Henry Jackson Hunt.
- Artillerie de réserve : brigadier général Robert Ogden Tyler.

## Forces de la Confédération
Armée de Virginie du Nord forte de 57 352 hommes, commandée par le général Robert Edward Lee assisté du général "Stonewall" Jackson.
- 1er corps.
  - Division du major général Lafayette McLaws. 
    - Brigade du brigadier général Joseph Brevard Kershaw.
    - Brigade du brigadier général William Barksdale.
    - Brigade du brigadier général William Tatum Wofford  (b), puis colonel R. Mac Millan.
    - Brigade du brigadier général Paul Jones Semmes.

  - Division du major général Richard Heron Anderson.
    - Brigade du brigadier général Cadmus Marcellus Wilcox.
    - Brigade du brigadier général William Mahone.
    - Brigade du brigadier général Winfield Scott Featherston.
    - Brigade du brigadier général Ambrose Ransom Wright.
    - Brigade du brigadier général Edward Aylesworth Perry.
- 2e corps : lieutenant général Thomas Jonathan Jackson  (b), puis major général Ambrose Powell Hill  (b), puis brigadier général Robert Emmett Rodes, puis  major général James Ewell Brown Stuart.
  - Division du major général Daniel Harvey Hill : brigadier général Robert Emmett Rodes, puis brigadier général Stephen Dodson Ramseur.
    - Brigade du brigadier général Robert Emmett Rodes.
    - Brigade du brigadier général George Pierce Doles.
    - Brigade du brigadier général Alfred Holt Colquitt.
    - Brigade du brigadier général Alfred Iverson Jr
    - Brigade du brigadier général Stephen Dodson Ramseur, puis colonel F. M. Parker.

  - Division légère : major général Ambrose Powell Hill, puis brigadier général Henry Heth  (b), brigadier général William Dorsey Pender  (b), puis brigadier général James Jay Archer.
    - Brigade du brigadier général Henry Heth, puis colonel J. M. Brockenbrough.
    - Brigade du brigadier général Samuel Mac Gowan (blessé), puis colonel O. E. Edwards  (b), puis colonel A. Perrin, colonel D. H. Hamilton.
    - Brigade du brigadier général Edward Lloyd Thomas.
    - Brigade du brigadier général James Henry Lane.
    - Brigade du brigadier général James Jay Archer, puis colonel B. D. Fry.
    - Brigade du brigadier général William Dorsey Pender.

  - Division du brigadier général Jubal Anderson Early.
    - Brigade du brigadier général James Byron Gordon, colonel C. A. Evans.
    - Brigade du brigadier général Robert Frederick Hoke  (b).
    - Brigade du brigadier général William Smith.
    - Brigade du brigadier général Harry Thompson Hays.

  - Division du major général Isaac Ridgeway Trimble : brigadier général Raleigh Edward Colston.
    - 1e brigade : brigadier général Elisha Franklin Paxton (tué), puis colonel J. H. S. Funk.
    - 2e brigade : brigadier général John Robert Jones, puis colonel T. S Garnett (†), puis colonel A. S. Vandeventer.
    - 3e brigade : brigadier général Raleigh Edward Colston : colonel E. T. H. Warren (blessé), puis colonel T. V. Williams (blessé), puis lieutenant colonel S. D. Thruston (blessé), puis lieutenant colonel H. A. Brown.
    - 4e brigade : brigadier général Francis Redding Tillon Nicholls  (b), puis colonel J. M. Williams.

  - Artillerie de réserve : brigadier général William Nelson Pendleton.
  - Division de cavalerie : major général James Ewell Brown Stuart.
    - 2e brigade de cavalerie : brigadier général Fitzhugh Lee.
    - 3e brigade de cavalerie : brigadier général William Henry Fitzhugh Lee.